# Controversia sulla remissione della scomunica al vescovo Richard Williamson
La controversia sulla remissione della scomunica al vescovo Richard Williamson ed agli altri tre vescovi scismatici della Fraternità Sacerdotale San Pio X, da parte di papa Benedetto XVI, è stata una polemica internazionale avvenuta fra il gennaio e il marzo 2009.
La polemica ha avuto principalmente ad oggetto la posizione negazionista della Shoah espressa da Williamson e la tempistica sulla remissione della scomunica.
(Richard Williamson in un'intervista rilasciata il 1º novembre 2008 e trasmessa dalla televisione di Stato svedese SVT il 21 gennaio 2009)
Gli altri tre vescovi lefebvriani cui il Papa ha rimesso la scomunica sono: Bernard Fellay (superiore della Fraternità), Bernard Tissier de Mallerais, Alfonso de Galarreta, ma, come gli altri membri della Fraternità Sacerdotale San Pio X, rimangono tutti sospesi a divinis sino a nuova decisione.

## Antefatti
La scomunica ai quattro vescovi era stata comminata latae sententiae il 30 giugno 1988 al momento della loro ordinazione da parte dell'arcivescovo scismatico Marcel Lefebvre, dichiarata dalla Congregazione dei Vescovi il 1º luglio e sanzionata formalmente da Giovanni Paolo II con il motu proprio "Ecclesia Dei" del 2 luglio seguenti.
La comunità fondata da Lefebvre, la Fraternità Sacerdotale San Pio X con altre istituzioni collegate, era considerata scismatica dal 1976, con la sospensione a divinis al vescovo francese da parte del Papa Paolo VI. Lo scisma consiste nella non accettazione, da parte dei seguaci di Lefebvre, del Concilio Vaticano II e dell'insegnamento dei papi successivi a Pio XII.
Il 21 gennaio 2009 il Papa, Benedetto XVI, ha rimesso la scomunica ai Vescovi della Fraternità Sacerdotale San Pio X mediante un decreto della Congregazione per i Vescovi, accogliendo una lettera di mons. Bernard Fellay del 15 dicembre 2008 in cui il Presule dichiarava a nome della Fraternità: «siamo sempre fermamente determinati nella volontà di rimanere cattolici e di mettere tutte le nostre forze al servizio della Chiesa di Nostro Signore Gesù Cristo, che è la Chiesa cattolica romana. Noi accettiamo i suoi insegnamenti con animo filiale. Noi crediamo fermamente al Primato di Pietro e alle sue prerogative, e per questo ci fa tanto soffrire l'attuale situazione».
La remissione della scomunica è una tappa importante del cammino auspicato da Benedetto XVI che dovrebbe portare «al più presto alla completa riconciliazione e alla piena comunione».
Nel decreto della Congregazione per i vescovi si esprime l'intenzione di «consolidare le reciproche relazioni di fiducia e intensificare e dare stabilità ai rapporti della Fraternità San Pio X con questa Sede Apostolica. Questo dono di pace, al termine delle celebrazioni natalizie, vuol essere anche un segno per promuovere l'unità nella carità della Chiesa universale e arrivare a togliere lo scandalo della divisione.»
E si aggiunge un richiamo rivolto a tutta la Fraternità: «Si auspica che questo passo sia seguito dalla sollecita realizzazione della piena comunione con la Chiesa di tutta la Fraternità San Pio X, testimoniando così vera fedeltà e vero riconoscimento del Magistero e dell'autorità del Papa con la prova dell'unità visibile».
La remissione della scomunica dei lefebvriani è stata accompagnata e seguita da malumori e dissensi in seno alla Chiesa cattolica. Il teologo svizzero Hans Küng, ad esempio, ha accusato il Papa di «restaurazione» e «svolta conservatrice», lamentando «un'atmosfera opprimente nella Chiesa». Lo stesso Küng ha dichiarato: «È inspiegabile che il Papa si preoccupi più dei lefebvriani che di un miliardo di cattolici».. Uno dei problemi ravvisati da Küng è la mancata sottoscrizione, da parte dei lefebvriani, dei documenti conciliari concernenti la libertà religiosa ed il rapporto con l'Ebraismo.
Secondo il cardinale Dionigi Tettamanzi, la Fraternità dovrà compiere il passo fondamentale «dell'adesione a tutti i testi conciliari». Un chiarimento supplementare riguardo alla dichiarazione conciliare Nostra Aetate relativa al dialogo con ebrei e musulmani potrebbe essere necessario secondo il mediatore papale Darío Castrillón Hoyos, essendo l'«integrale riconoscimento» del Concilio Vaticano II il principale nodo da sciogliere. Infatti, una settimana dopo il decreto di remissione della scomunica, il superiore dei lefebvriani Bernard Fellay ha nuovamente confermato «le riserve» sul Concilio Vaticano II.
Il cardinale Walter Kasper, responsabile in Curia per i rapporti ecumenici e il dialogo con l'Ebraismo, spiegando la remissione della scomunica, ha dichiarato: «È un gesto pensato per favorire la ricostituzione dell'unità nella Chiesa. È solo un primo passo, perché c'è ancora da discutere su una serie di temi. Bisognerà vedere in che modo accettano il Concilio. E resta da vedere quale sarà lo status della Fraternità Pio X [...] Si è voluto togliere un ostacolo al dialogo. Per loro era importante che venisse tolta la scomunica allo scopo di parlare meglio insieme in vista del ristabilimento di una piena unità, che ancora non c'è. E credo che non sarà un processo facile».

## Critiche all'operato del papa e della Curia

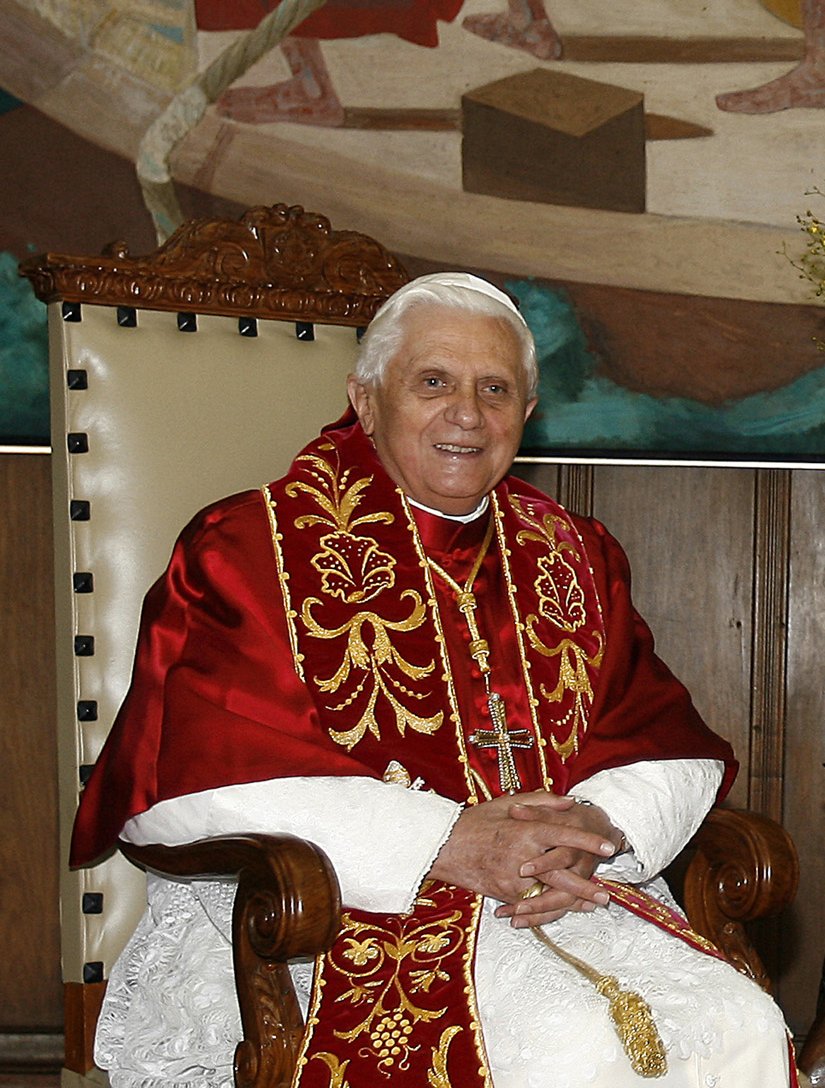
Papa Benedetto XVI.

Il 1º novembre 2008, Richard Williamson è al seminario di Zaitzkofen, nel comune di Schierling, non lontano da Ratisbona, in Baviera, dove procede all'ordinazione del primo diacono svedese della Fraternità Sacerdotale San Pio X.
Lo stesso giorno Williamson rilascia un'intervista al giornalista svedese Ali Fegan nella quale gli viene domandato di ritornare sulle sue affermazioni sulla Shoah fatte a Sherbrooke, in Québec, nell'aprile del 1989 e che avevano suscitato l'invio, da parte del presidente della conferenza episcopale del Canada, l'arcivescovo di Halifax James Martin Hayes, di un telegramma al Congresso ebraico canadese nel quale si disapprovavano tali affermazioni.
Il 15 gennaio 2009, in previsione della diffusione della trasmissione Uppdrag granskning, programmata per il 21 gennaio, sul tema della Fraternità Sacerdotale San Pio X, l'incaricata delle relazioni con la stampa della diocesi di Stoccolma, Maria Hasselgren, diffonde un comunicato con il quale la diocesi «rigetta completamente ogni forma di razzismo o di antisemitismo».
Il 17 gennaio l'avvocato José Fernández de la Cigoña, con un breve post sul blog "La cigüeña de la torre" (che gestisce personalmente) e nel quale appare un'immagine di San Pio X, anticipa brevemente e senza ulteriori particolari una "notizia bomba" sulla base di indicazioni fornitegli personalmente dal cardinale Giovanni Battista Re, Prefetto della Congregazione per i Vescovi.
Il 19 gennaio 2009, il contenuto dell'intervista è reso pubblico dal settimanale tedesco Der Spiegel.
Il momento di crisi nel rapporto con la comunità ebraica comincia all'indomani della remissione della scomunica ai quattro vescovi lefebvriani, concessa il 21 gennaio 2009 (durante la settimana che la Chiesa dedica alla preghiera per l'Unità dei cristiani), lo stesso giorno viene mandata in onda dalla televisione di Stato svedese un'intervista in cui mons. Richard Williamson (uno dei quattro vescovi) ha pubblicamente professato una posizione negazionista sulla Shoah affermando che nei campi di concentramento nazisti fossero morti 200.000-300.000 ebrei, nessuno dei quali nelle camere a gas, sostenendo inoltre che «L'antisemitismo può essere cattivo solo quando è contro la verità, ma se c'è qualcosa di vero non può essere cattivo. Non sono interessato alla parola antisemitismo».
Il 24 gennaio la Sala Stampa della Santa Sede con il suo bollettino quotidiano rende ufficialmente nota la revoca della scomunica. La notizia, assieme alle parole pronunciate dal mons. Williamson si diffonde immediatamente, e ciò, soprattutto in mancanza di una spiegazione circa l'intervista di Williamson, fa infiammare la polemica e, poiché essa è considerata come legata alla remissione della scomunica, investe direttamente anche il Papa e la sua posizione sull'olocausto.
Ciò spinge il Gran Rabbinato d'Israele a rendere nota il 26 gennaio l'intenzione di voler sospendere ogni colloquio col Vaticano.
Lo stesso giorno, il cardinale Angelo Bagnasco, presidente della Conferenza episcopale italiana afferma:
Ma le scuse del priore della Fraternità sacerdotale San Pio X, mons. Bernard Fellay, non bastano a placare la polemica, soprattutto perché indirizzate al Papa e non alla comunità ebraica. Fellay nel suo comunicato comunque dichiarava che «Le affermazioni di monsignor Williamson non riflettono in nessun caso la posizione della nostra Fraternità. Perciò io gli ho proibito, fino a nuovo ordine, ogni presa di posizione pubblica su questioni politiche o storiche».
La presa di distanze di Fellay, tuttavia, è stata ritenuta contraddittoria dal Southern Poverty Law Center, secondo cui le parole di Williamson riflettono bene le basi dottrinali della Fraternità.
Il 27 gennaio 2009 la Conferenza Episcopale Svizzera - nel cui territorio ricade la sede centrale della Fraternità - dirama una nota per chiarire la posizione della Fraternità all'interno della Chiesa cattolica e il significato da attribuire alla revoca della scomunica. Nella nota - tra le altre cose - si legge:
Diverse reazioni hanno manifestato una grande preoccupazione di fronte a questa decisione del Papa che tende la mano per la riconciliazione. Qui bisogna evitare equivoci: secondo il diritto della Chiesa, la revoca della scomunica non è la riconciliazione o la riabilitazione, ma l'apertura della strada verso la riconciliazione. Questo atto non è, dunque, la fine, ma il punto di partenza per un dialogo necessario sulle questioni controverse. Di fronte a queste profonde divergenze, questo cammino potrà essere lungo.
L'intervista concessa da uno di questi vescovi alla televisione svedese poco prima della pubblicazione della revoca della scomunica - prosegue il presidente dei vescovi svizzeri - ha aggravato le preoccupazioni. Monsignor Richard Williamson vi affermava che non è evidenza storica dell'esistenza delle camere a gas e che solo due-trecentomila ebrei sono stati uccisi dai nazisti e non sei milioni. La Chiesa cattolica - sottolinea il presule - non può in alcun modo accettare questa negazione dell'Olocausto. Il portavoce vaticano ha preso posizione al momento della pubblicazione del decreto su queste affermazioni assurde e le ha definite totalmente inaccetabili. Noi, vescovi svizzeri, facciamo nostra questa condanna e preghiamo i membri delle comunità ebraiche svizzere di scusare le irritazioni di questi ultimi giorni. Coloro che conoscono Benedetto XVI e il suo atteggiamento positivo nei confronti dell'ebraismo sanno che non può tollerare gli sbandamenti indifendibili di monsignor Williamson.»
Ad una settimana dalla decisione di rimettere la scomunica, il Simon Wiesenthal Center chiese pubblicamente al papa di annullare tale decisione nei confronti di Williamson, definito un "negazionista impenitente" (an unrepentant Holocaust-denier) appartenente alla "notoriamente antisemita Fraternità Sacerdotale di San Pio X" (belonging to the notoriously anti-Semitic 'Society of Saint Pius).

Sollecitato da più parti, Benedetto XVI nell'udienza generale del 28 gennaio 2009 ha contestato ogni forma di negazionismo della Shoah e ha espresso piena solidarietà agli ebrei: 
Nella stessa occasione Benedetto XVI ha esplicitato che la remissione della scomunica ai quattro vescovi scismatici è stata compiuta come «atto di paterna misericordia» e che egli auspicava che a questo gesto facesse séguito «il sollecito impegno da parte loro di compiere gli ulteriori passi necessari per realizzare la piena comunione con la Chiesa, testimoniando così vera fedeltà e vero riconoscimento del magistero e dell'autorità del Papa e del Concilio Vaticano II».
Lo stesso giorno il Rabbinato fa sapere che pur apprezzando le parole del Papa pronunciate nell'udienza generale l'indomani del Giorno della Memoria, corregge la notizia data in precedenza dichiarando di voler soltanto posticipare i colloqui ufficiali con la Commissione per i rapporti con l'ebraismo della Santa Sede.
Il 29 gennaio 2009 don Florian Abrahamowicz, sacerdote appartenente alla comunità dei lefebvriani nel nordest Italia, già noto alla cronaca per le sue posizioni filofasciste, ha affermato in un'intervista: «Io so che le camere a gas sono esistite almeno per disinfettare, ma non so dire se abbiano fatto morti oppure no, perché non ho approfondito la questione». Lo stesso giorno, mons. Andrea Bruno Mazzocato - vescovo di Treviso, nella cui diocesi opera don Floriano - ribadisce che «ogni posizione che prende le distanze dal pensiero del Papa è da considerare storicamente infondata ed estranea al sentire cristiano e agli elementari sentimenti di umanità».
Williamson ha successivamente chiesto perdono al Papa - ma non agli ebrei - per la «tremenda tempesta mediatica» causata da «alcune mie imprudenti osservazioni». In una lettera al cardinale Darío Castrillón Hoyos, il vescovo lefebvriano ha espresso «sincero rammarico per avere creato a lei e al Santo Padre così tante tensioni e problemi non necessari».
La diocesi di Ratisbona ha tuttavia messo al bando Williamson, il quale non potrà più frequentare i luoghi di preghiera della Chiesa cattolica della città bavarese. La decisione è stata presa dal vescovo di Ratisbona, Gerhard Ludwig Müller, e vale anche per gli altri tre vescovi ultra-conservatori ai quali il Papa ha revocato la scomunica. Müller ha definito Williamson «inumano» per le sue dichiarazioni antisemite, accusandolo inoltre di «blasfemia».
Anche il cardinale francese Philippe Barbarin ha protestato per le scuse «assolutamente insufficienti» presentate da Williamson al Papa, affermando che «Non c'è stata alcuna ritrattazione da parte di chi ha negato la Shoah con dichiarazioni riprovevoli, scandalose, rivoltanti». Analoghe rimostranze sono arrivate dall'episcopato svizzero, austriaco, tedesco e svedese.
Il portavoce papale Federico Lombardi, in un intervento a Radio Vaticana, ha duramente condannato l'accaduto, affermando che «Chi nega il fatto della Shoah non sa nulla né del mistero di Dio né della croce di Cristo. Tanto più è grave, quindi, se la negazione viene dalla bocca di un sacerdote o di un vescovo, cioè di un ministro cristiano, sia unito o no con la Chiesa cattolica».
Franz Schmidburger, responsabile della Fraternità in Germania, ha affermato che gli ebrei oggi portano la colpa del deicidio, finché non prenderanno le distanze dai loro avi e non riconosceranno la natura divina di Gesù Cristo.
Secondo un articolo de La Repubblica che commenta la vicenda, nel movimento lefebvriano covano profondi fermenti antigiudaici e antisemiti. Anche la Stampa rileva nella comunità dei lefebvriani «un impressionante antigiudaismo (teologico?)» e un «aperto disprezzo [...] verso tutte le altre religioni e verso le altre confessioni cristiane».
Il 29 gennaio 2009, circa 50 membri cattolici del Congresso degli Stati Uniti hanno chiesto a Benedetto XVI chiarimenti circa le affermazioni del vescovo Williamson, affermazioni che avrebbero suscitato preoccupazione per le conseguenze di una mancata condanna esplicita delle sue posizioni da parte del papa stesso.
La cancelliera cristianodemocratica tedesca Angela Merkel in una conferenza stampa governativa, ha lanciato un appello a Benedetto XVI a non permettere alcuno sdoganamento della negazione dell'Olocausto:
La Merkel ha dichiarato inoltre di sentirsi rallegrata dalle proteste dei fedeli tedeschi contro la decisione del Vaticano. Il cardinale Karl Lehmann, ex presidente della Conferenza episcopale tedesca, ha dichiarato che la scelta della remissione della scomunica ai vescovi lefebvriani rappresenterebbe una catastrofe e che «il Papa deve chiarire che la negazione dell'Olocausto non è una trasgressione perdonabile».
Il 3 febbraio 2009, padre Federico Lombardi, portavoce vaticano, risponde alla Merkel con una dichiarazione ufficiale ribadendo le forti condanne dell'Olocausto espresse da Benedetto XVI nella Sinagoga di Colonia il 19 agosto 2005, nel campo di concentramento di Auschwitz-Birkenau il 28 maggio 2006, nella successiva Udienza generale del 31 maggio 2006 e in quella del 28 gennaio 2009.
In un editoriale di Famiglia Cristiana dedicato all'attualità del Concilio Vaticano II, si sostiene che la revoca della scomunica, in un contesto compromesso dalle affermazioni negazioniste di un vescovo e dalle prese di posizione di stesso tenore ad opera di diversi sacerdoti della Fraternità, «rischia di appannare l'immagine della Chiesa cattolica e del Vaticano II [...] la mano tesa alla Fraternità di San Pio X avrebbe meritato ben altra regia e comunicazione».
Il 4 febbraio 2009 la Segreteria di Stato della Santa Sede diffonde una nota in cui si afferma che «Le posizioni di Mons. Williamson sulla Shoah sono assolutamente inaccettabili e fermamente rifiutate dal Santo Padre, come Egli stesso ha rimarcato il 28 gennaio scorso quando, riferendosi a quell'efferato genocidio, ha ribadito la Sua piena e indiscutibile solidarietà con i nostri Fratelli destinatari della Prima Alleanza, e ha affermato che la memoria di quel terribile genocidio deve indurre "l'umanità a riflettere sulla imprevedibile potenza del male quando conquista il cuore dell'uomo", aggiungendo che la Shoah resta "per tutti monito contro l'oblio, contro la negazione o il riduzionismo, perché la violenza fatta contro un solo essere umano è violenza contro tutti"». «Il vescovo Williamson, per una ammissione a funzioni episcopali nella Chiesa - aggiunge la nota - dovrà anche prendere in modo assolutamente inequivocabile e pubblico le distanze dalle sue posizioni riguardanti la Shoah, non conosciute dal Santo Padre nel momento della remissione della scomunica».
Nella nota la Segreteria di Stato chiarisce anche «alcuni aspetti della vicenda». Anzitutto «la remissione della scomunica». Il Decreto della Congregazione per i vescovi, si legge nella nota, «è stato un atto con cui il Santo Padre veniva benignamente incontro a reiterate richieste da parte del superiore generale della Fraternità San Pio X. Sua Santità ha voluto togliere un impedimento che pregiudicava l'apertura di una porta al dialogo. Egli ora si attende che uguale disponibilità venga espressa dai quattro vescovi in totale adesione alla dottrina e alla disciplina della Chiesa». È stato ribadito che, contrariamente a quanto molti mezzi d'informazione avevano fatto capire, la remissione della scomunica non significa che lo scisma dei lefebvriani dal cattolicesimo sia stato ricomposto e che, quindi, la Fraternità San Pio X resta esterna alla Chiesa. E inoltre che «per un futuro riconoscimento della Fraternità San Pio X è condizione indispensabile il pieno riconoscimento del Concilio Vaticano II e del Magistero dei Papi Giovanni XXIII, Paolo VI, Giovanni Paolo I, Giovanni Paolo II e dello stesso Benedetto XVI».
Il 5 febbraio 2009, nel corso di un programma dell'emittente televisiva Canale Italia, don Florian Abrahamowicz ha insistito sulle posizioni anticonciliari asserendo che «il Concilio Vaticano II è stato peggio di un'eresia, perché l'eresia significa prendere una parte della verità, renderla assoluta e negare il resto [...] San Pio X ci spiega che il modernismo è la cloaca maxima delle eresie e non si capisce niente in questo modernismo: una pagina dice la verità, giri la pagina c'è l'errore. In questo senso dico che il Concilio Vaticano II è una cloaca maxima [...] Ecco perché i padri conciliari, tra i quali Lefebvre, facevano una fatica grande perché ad ogni pagina dovevano mettere una pezza». Relativamente alla sua intervista della settimana precedente in cui negava l'esistenza delle camere a gas, il sacerdote lefebvriano ha dichiarato: «io non ho intenzione di abiurare rispetto a quanto detto».
Il 6 febbraio 2009 il vescovo Williamson, in un'intervista a Der Spiegel, ha dichiarato di non avere intenzione di ritrattare: «Ritratterò solo se troverò le prove». Il vescovo lefebvriano ha inoltre rinnovato le critiche al Concilio Vaticano II asserendo che i testi del Concilio sarebbero equivoci e avrebbero portato al «caos teologico che oggi esiste» nella Chiesa cattolica. Ha poi criticato anche i diritti umani universali: «laddove i diritti umani vengono interpretati come un ordine obiettivo, che viene quindi imposto allo Stato si giunge sempre ad una politica anticristiana».
Sempre nello stesso giorno la Fraternità Sacerdotale San Pio X, con una nota firmata dal suo superiore per l'Italia, don Davide Pagliarani, annuncia l'espulsione di don Floriano Abrahamowicz.

## Teoria del complotto
Nel frattempo, secondo alcune testate giornalistiche, in Vaticano circolerebbe un "dossier" secondo cui l'attenzione mediatica sulla remissione delle scomuniche sarebbe stata creata ad arte per nuocere all'immagine del papa.

## Ulteriori sviluppi
L'8 febbraio 2009 avviene un colloquio telefonico fra il Papa e la cancelliera tedesca Merkel: i due sono concordi nel dire che l'Olocausto «resta un monito valido per tutto il mondo».
Il 9 febbraio 2009 il superiore per l'America Latina della Fraternità di San Pio X padre Christian Bouchacourt dirama una nota nella quale - tra l'altro - si legge che «Le affermazioni di monsignor Williamson non riflettono in alcun modo la posizione della nostra congregazione». Nella stessa nota si annuncia la rimozione di Williamson dalla direzione del Seminario di La Reja in Argentina. Il 10 febbraio il superiore Bernard Fellay chiede a Richard Williamson di studiare la storia e di ritrattare le sue falsità e rivendica la paternità delle decisioni di rimuovere Williamson dalla direzione del seminario e di vietargli di comparire in pubblico.
Il 12 febbraio 2009, in occasione di un'udienza concessa in Vaticano alle organizzazioni ebraiche statunitensi, il Papa ha confermato la notizia, già nota da mesi, che nella primavera 2009 si recherà in Terra santa: Israele, Palestina e Giordania. Nella stessa occasione, il Papa ha chiesto perdono al popolo ebraico con le stesse parole che usò Giovanni Paolo II nel 2000: «faccio mia la sua preghiera. "Signore dei nostri padri, che scegliesti Abramo e i suoi discendenti per portare il tuo Nome alle Nazioni: siamo profondamente addolorati per il comportamento di coloro che nel corso della storia hanno causato sofferenza ai tuoi figli e, nel chiedere perdono, vogliamo impegnare noi stessi per un'autentica fratellanza con il Popolo dell'Alleanza"». Inoltre, il Papa ha definito «inaccettabile e intollerabile» la posizione di chi, tra gli uomini di Chiesa, nega o minimizza la Shoah (riferimento, questo, esplicito alla posizione del vescovo scismatico Williamson). Subito dopo, il presidente dello Yad Vashem, il museo israeliano sulla Shoah, ha espresso apprezzamento e fiducia per le «frasi inequivocabili» del Papa.
Il 13 febbraio 2009, il premio Nobel per la Pace Elie Wiesel, uno dei sopravvissuti all'Olocausto, ha dichiarato in un'intervista a La Repubblica: «Sono molto felice delle parole usate da Papa Benedetto XVI, ma purtroppo non basta: dovrebbe passare dalle pur grandi e nobili parole ai fatti, e cacciare quel vescovo dalla Chiesa». Ha poi aggiunto: «Quel vescovo [...] è ancora un membro della Chiesa, parla dal pulpito in nome della Chiesa cattolica. Per questo dico e credo che per il Papa semplicemente condannare sia un gesto molto bello, ma che non basta. Credo che il Papa dovrebbe passare dalle parole ai fatti. Io non mi arrogo certo il diritto di impartire consigli al pontefice, non sono un suo consigliere. Ma personalmente penso che dovrebbe cancellare la sua mossa precedente. Tornare indietro dall'abrogazione della scomunica. Quell'uomo dovrebbe restare scomunicato finché non si pentirà e non dirà "mea culpa", finché non dirà al di fuori d'ogni dubbio di non credere più nelle parole con cui ha offeso il mondo, nella negazione dell'esistenza delle camere a gas della Shoah. Invece finora ha detto solo di dover studiare le prove storiche per pensare e correggersi o no. Ma ci rendiamo conto, di che cosa stiamo parlando? [...] La conseguenza logica di quanto il Papa ha detto è che quel vescovo, o quei presuli che espongono certe posizioni, dovrebbero essere espulsi dalla Chiesa. Anche un Papa è un essere umano, errare è umano [...] Io credo sempre nella necessità di migliorare i rapporti tra tutti gli esseri umani, quindi anche tra ebrei e cattolici. Quel vescovo che danni vuole possa fare a noi ebrei? No, danneggia piuttosto l'intera Chiesa. Finché resta vescovo, farà del male ai rapporti tra ebrei e cristiani.»
Il 18 febbraio 2009 il cardinale Camillo Ruini, Vicario emerito di Sua Santità per la Diocesi di Roma, ha affermato in un'intervista concessa al Tg1 che «chi nega la Shoah non può essere un vescovo cattolico».

## Ulteriori ricadute della controversia
Il 18 febbraio 2009 avvengono regolarmente i previsti incontri tra Santa Sede ed Israele per la sigla degli accordi che regoleranno lo status giuridico della Chiesa cattolica nel Paese.
La sera stessa, nel corso della trasmissione televisiva israeliana Tonight with Lior Schlein, va in onda su canale 10 una puntata intitolata Like a Virgin nella quale, come premesso dallo stesso conduttore, in risposta alle tesi negazioniste di Williamson vengono ridicolizzati Gesù e Maria. La trasmissione nella quale vengono utilizzate parole e messaggi blasfemi, provoca la reazione dapprima dei vescovi di Terra santa e poi quella diretta del Vaticano. In apertura della seduta del Consiglio dei ministri del 22 febbraio Ehud Olmert, il Primo ministro israeliano, interviene direttamente scusandosi con il Vaticano:
L'intervento p seguito dal Ministero degli Esteri israeliano e dall'intervento di Avi Cohen, dirigente di Canale 10, e dello stesso Shlein che hanno sostenuto di non aver voluto offendere la sensibilità dei cristiani israeliani. Gli stessi hanno dichiarato che la puntata incriminata non verrà replicata.
A seguito degli sviluppi della vicenda, il Financial Times e il Sunday Times hanno espresso giudizi duri in merito al papato di Benedetto XVI.
Il 19 febbraio 2009 l'Argentina ha deciso di ordinare a Richard Williamson di lasciare il Paese. Il ministro degli Interni argentino, Florencio Randazzo, «ha intimato a Richard Nelson Williamson di abbandonare il territorio nazionale in un termine perentorio di dieci giorni», «pena l'espulsione», a causa di «irregolarità nella sua documentazione». La motivazione ufficiale risiederebbe nel fatto che Williamson avrebbe mentito relativamente al «vero motivo della sua permanenza nel Paese, giacché dichiara di essere un impiegato amministrativo dell'Associazione Civile 'La Tradizione', quando in realtà la sua vera attività è di sacerdote e direttore del Seminario lefebvriano che la Fraternità San Pio X possiede nella località di Moreno». La nota ministeriale tiene conto anche della «diffusione pubblica che hanno avuto le sue affermazioni antisemite a una tv svedese, nelle quali ha messo in dubbio che il popolo ebraico sia rimasto vittima dell'Olocausto». Nel comunicato, il governo di Buenos Aires sostiene che «episodi come questi nuocciono profondamente la società argentina, il popolo ebreo e tutta l'umanità, pretendendo di negare una comprovata verità storica». Pertanto decide di «fare ricorso alla facoltà che ha per legge di ordinare al vescovo lefebvriano di lasciare il Paese e sottomettersi all'espulsione». Il segretario di stato per le religioni, Guilermo Oliveri, interpellato dall'ANSA, ha affermato che il provvedimento è stata «una decisione politica», maturata nel corso «delle ultime settimane» a seguito delle dichiarazioni del vescovo. Qualche giorno prima, il rabbino di Buenos Aires Daniel Goldman aveva chiesto alle autorità argentine di dichiarare il vescovo negazionista «persona non grata». Goldman aveva sottolineato che le dichiarazioni del vescovo lefebvriano erano da considerarsi «assolutamente offensive e devastanti, non solo per il popolo ebreo ma per l'umanità intera. Sarebbe importante che le autorità nazionali dichiarino Williamson persona non gradita, poiché questi apologeti dell'odio non possono essere ospitati nei nostri territori».
Il 24 febbraio, Williamson lascia l'Argentina e torna a Londra dove, secondo il quotidiano londinese The Times, avrebbe contattato lo storico revisionista David Irving per chiedergli consiglio su come presentare il suo punto di vista sulla Shoah senza suscitare polemiche. All'aeroporto di Heathrow, sarebbe stato accolto da Michele Renouf, l'attivista politica negazionista che ha finanziato la difesa legale dello scrittore negazionista australiano Gerald Fredrick Töben.
Il 26 febbraio 2009 mons. Richard Williamson, in una dichiarazione riportata dall'agenzia di stampa di ispirazione cattolica Zenit, ha espresso il suo rammarico per le sue dichiarazioni in merito alla Shoah, chiedendo perdono agli ebrei: «se avessi saputo in anticipo il danno e il dolore che avrebbero arrecato, soprattutto alla Chiesa, ma anche ai sopravvissuti e ai parenti delle vittime che hanno subito ingiustizie sotto il Terzo Reich, non le avrei rilasciate. [...] Chiedo perdono davanti a Dio a tutte le anime che si sono onestamente scandalizzate per ciò che ho detto. [...] Come ha affermato il Santo Padre, ogni atto di violenza ingiusta contro un uomo ferisce tutta l'umanità». Nonostante la sua richiesta di perdono alle vittime dell'Olocausto, Williamson non ha ritrattato le proprie convinzioni negazioniste.
Nonostante fonti di stampa abbiano sostenuto che il testo della dichiarazione di Williamson fosse stato inviato alla Pontificia Commissione Ecclesia Dei, il Vaticano, il 27 febbraio 2009, ha smentito tale notizia negando che la lettera fosse stata indirizzata al papa o alla Commissione Ecclesia Dei. Il portavoce Federico Lombardi ha dichiarato che la missiva «non sembra rispettare le condizioni stabilite dalla segreteria di Stato» vaticana del 4 febbraio che sollecitava il vescovo a «prendere in modo assolutamente inequivocabile e pubblico le distanze dalle sue posizioni riguardanti la Shoah». Il testo infatti non conteneva alcuna ritrattazione delle posizioni negazioniste dell'Olocausto esternate recentemente alla televisione svedese.
Anche il rabbino David Rosen, presidente dell'International Jewish Committee on Interreligious Consultations, ha dichiarato di ritenere «non sufficienti» le dichiarazioni di Williamson: «Non ha detto "ho sbagliato, le mie opinioni erano false, me ne pento non lo farò più". Sono scuse ingenue».
Il 27 febbraio 2009, il commissario alla giustizia, libertà e sicurezza dell'Unione europea, Jacques Barrot, ha avvertito pubblicamente Williamson che la negazione dell'Olocausto è un reato penalmente perseguibile in molti stati membri, anche se non è ancora in applicazione la "decisione quadro" UE sulla lotta al razzismo e alla xenofobia mediante il diritto penale, approvata dal Consiglio il 18 novembre 2008. Il ministro della giustizia tedesco, Brigitte Zypries, ha dichiarato che la Germania potrebbe emanare un mandato di arresto contro Williamson per le sue dichiarazioni negazioniste espresse pubblicamente e sul suolo tedesco.
Il 28 febbraio 2009 il superiore della Fraternità Sacerdotale di san Pio X, mons. Bernard Fellay ha dichiarato: «se non ritratterà in modo completo e chiaro le proprie affermazioni negazioniste della Shoah e dell'Olocausto mons. Richard Williamson sarà espulso dalla Fraternità.»
Domenica 8 marzo 2009 il nunzio apostolico per Israele, monsignor. Antonio Franco durante una visita allo Yad Vashem esprimendo rammarico per la polemica tra Vaticano ed ebrei sulla Shoah ha dichiarato che: «Non è possibile essere cattolici e negare l'Olocausto.»
Il 12 marzo 2009 Benedetto XVI riceve la delegazione del Gran Rabbinato d'Israele e della Commissione per i Rapporti con l'Ebraismo.

## La lettera del Papa inviata ai Vescovi
Mercoledì 12 marzo 2009 viene resa pubblica la lettera del Papa sulla remissione della scomunica ai lefevbriani. In tale missiva il Papa rileva come:
Il Pontefice sottolinea, inoltre come Williamson resti sospeso a divinis sine die. Il Papa ringrazia, inoltre, gli ebrei per aver prontamente chiarito il malinteso, avendo capito sin dall'inizio le reali intenzioni del Pontefice.

### Video
- Canale YouTube del Vaticano: "Benedetto XVI. La Shoah crimine contro Dio e umanità" 12 febbraio 2009
- Canale YouTube del Vaticano: "Giornata Memoria: Benedetto XVI sulla Shoa" 27 gennaio 2009
- Canale YouTube del Vaticano: "Benedetto XVI ad Auschwitz" 28 maggio 2006
- Canale YouTube del Vaticano: "Benedetto XVI in Sinagoga" 19 agosto 2005